# BT (stridsvagn)
BT är en förkortning för Bystrochodnyj tank (ryska: Быстроходный танк, snabb stridsvagn). BT-stridsvagnar tillverkades i Sovjetunionen under 1930-talet och användes i andra världskriget. Sammanlagt producerades omkring 8 000 exemplar av BT-stridsvagnarna (alla varianter och prototyper inräknade).

## Bakgrund
Under 1930-talet var det sovjetiska pansarvapnet baserat på två typer av stridsvagnar: lätta infanteristridsvagner (huvudsakligen T-26) och snabba "kavalleristridsvagnar" (BT-serien). BT-stridsvagnarna var tänkta att användas för operationer i djupled efter frontlinjegenombrott, riktade mot fiendens försörjningslinjer, kommunikationsnät, depåer, flygbaser och liknande.
Trots att Sovjetunionen saknade diplomatiska relationer med USA inköpte en delegation från UMM RKKA (Direktoratet för Röda arméns mekanisering och motorisering) 1930 något enstaka exemplar av den amerikanska lätta stridsvagnen M-1930 som hade konstruerats av J.M. Christie. De första exemplaren i BT-serien (BT-1) var två prototyper, baserade på M-1930 som levererades i september 1931.
Ett av skälen till att man valde just M-1930 var den konvertibla upphängningen (som sedermera kom att kallas Christie-upphängning efter konstruktörens namn): vagnen gick att köra både med larvfötter och på vanliga hjul. I terräng skulle vagnen köras på larvfötter och på väg skulle den köras på de gummihjul som larvfötterna annars vilade mot. När vagnen kördes på hjul var larvfötterna fästa ovanpå "stänkskärmarna". Enligt sovjetiska källor tog det mellan 10 och 15 minuter att växla mellan band- och hjuldrift, men enligt vad man vet användes hjulfunktionen aldrig i strid.

## Tidiga modeller
BT-2 var den första modellen i BT-serien som godkändes för produktion. Beväpningen bestod av kulsprutor och modellen tillverkades endast i ett fåtal exemplar. Den användes tillsammans med BT-5 (se nedan) i finska vinterkriget. Nästa version i serien var BT-3 som var en uppgraderad variant av BT-2 med 37 mm kanon. Versionen BT-4 hade en 45 mm kanon i ett torn som i princip var identiskt med det torn som T-26 använde.

## BT-5
BT-5 började tillverkas 1933 och var en uppgraderad version med 45 mm 1932/38 kanon och DT-kulspruta. Stridsvagnen var för sin tid väl beväpnad men var utrustad med mycket tunt pansar. BT-5 användes i spanska inbördeskriget (omkring 50 exemplar), under Zjukov i Mongoliet och Manchuriet 1938-1939, samt i finska vinterkriget.
Befälsvarianten BT-5U hade tvåvägs kommunikationsradio som satt längst bak i tornet vilket gjorde att utrymmet för granater var begränsat. Antennen var av den karaktäristiska sovjetiska rammodell som även användes på T-35.
Vid de stora sovjetiska militärövningarna på 1930-talet framkom det att BT-stridsvagnarna behövde artilleriunderstöd även bakom frontlinjen och därför utvecklade man flera olika understödsversioner (med samma chassi) som fick ett "A" efter modellbeteckningen. BT-5A togs i tjänst 1935 och hade ursprungligen en kortpipig 76,2 mm kanon i 360-graderstorn.
BT-5 byggdes även i många specialiserade versioner, till exempel broläggningsvagnar och en variant med snorkel för undervattensgång (BT-5PKh).

## BT-7
Under 1934 började man utveckla en helt ny BT-version med gjutet, sluttande pansar, nytt torn, fler kulsprutor och ny motor. Modellen fick beteckningen BT-7 och infördes stegvis från 1935. Från 1938 började man använda en dieselmotor särskilt utvecklad för stridsvagnar i BT-7-serien, som då fick beteckningen BT-7M, vilket sedermera ändrades till BT-8. Dessutom fanns en understödsversion (BT-7A) med samma torn som BT-5A, samt en befälsversion (BT-7U) som till en början hade samma cylindriska torn som de tidiga versionerna av T-26. I slutet av 1930-talet hade ett nytt torn med sluttande sidor utvecklats för T-26, och efter kriget i Manchuriet började även BT-7 utrustas med detta torn.
Förbättringarna kunde inte avhjälpa det faktum att vagnen var föråldrad när andra världskriget bröt ut. BT-stridsvagnarnas största förtjänst (ur sovjetisk synvinkel) var att de användes som utgångspunkt för att testa nya konstruktioner och idéer, många av vilka användes vid utvecklingen av T-34 (särskilt det brant sluttande frontpansaret).

### BT-42

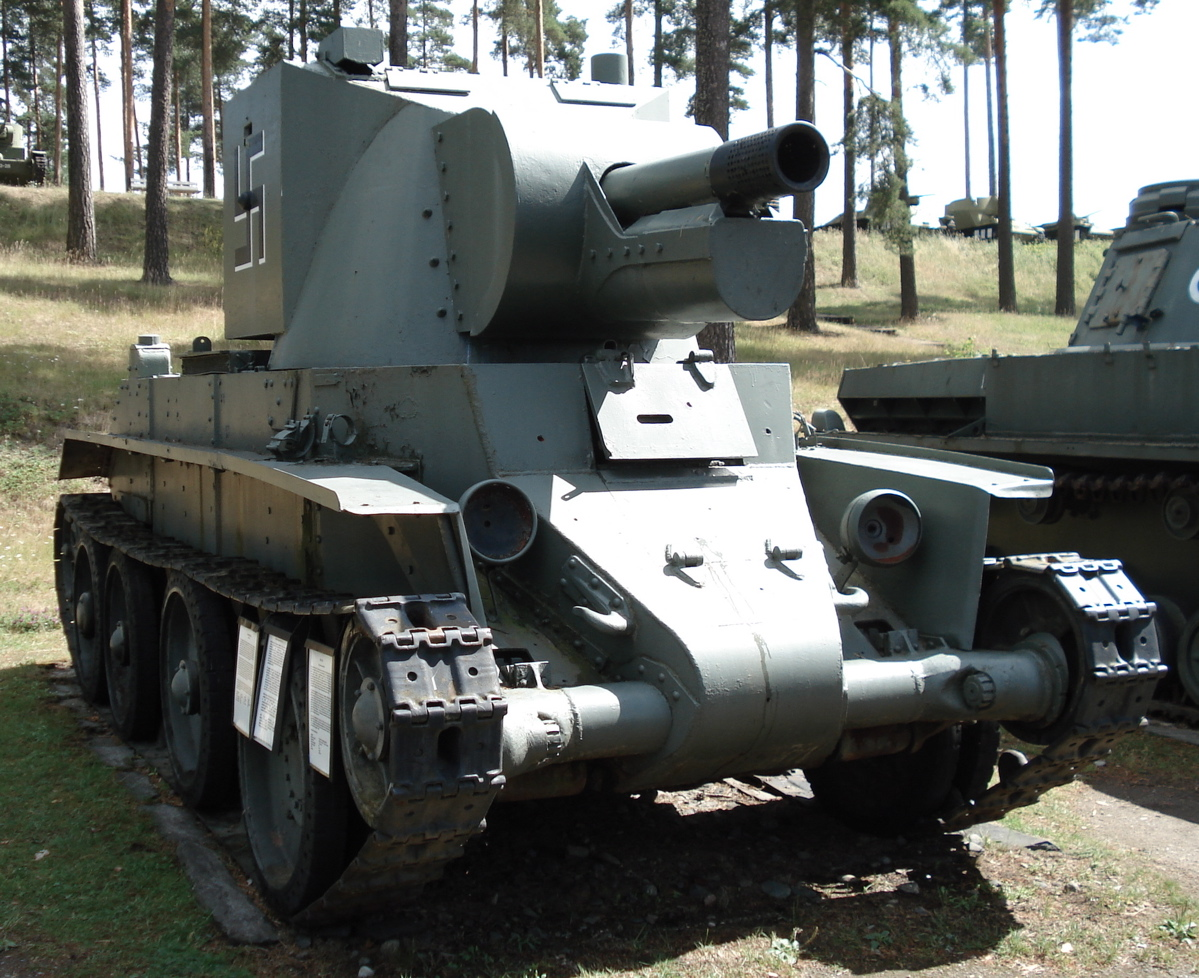
Finländsk BT-42:a vid stridsvagnsmuseet i Parola, Finland.

BT-42 var en infanterikanonvagn som konstruerades i Finland på BT-7:ans chassi. Valet av stridsvagn och beväpning berodde på två faktorer: tillgången på erövrade sovjetiska BT-7 modell 1937-stridsvagnar och det stora antalet haubitsar med kalibern 114,3 mm som man erhållit av engelsmännen under vinterkriget (QF 4,5 inch howitzer Mark II som kallades 114 Psv.H/18 i Finland). Sammanlagt kom man att bygga 18 BT-42:or i Finland och dessa togs i bruk på hösten 1943.
BT-42:an sattes in i strid för första gången år 1943 vid floden Svir där den användes för att slå ut fientliga befästningar. Konstruktionen fungerade relativt bra mot mjuka mål, men den var inte alls lämpad för att bekämpa stridsvagnar. Man hade tillverkat en HEAT-granat för kanonen efter en tysk förebild och denna troddes kunna slå ut ryska T-34, men det skulle komma att visa sig att så inte var fallet. BT-42 kom att bli mycket impopulär bland sina besättningar. Till nackdelarna kan tillföras dess höga profil samt ett otal mekaniska brister som gjorde att den ofta gick sönder. Dessa mekaniska brister berodde till största delen på den stora viktökningen efter att man monterat dit det stora tornet. 
Sommaren 1944 led dessa stridsvagnar stora förluster när de försvarade Viborg under den sovjetiska storoffensiven. BT-42:ans kanon var helt oanvändbar mot fientligt pansar och vid ett tillfälle träffade en BT-42 -stridsvagnen en sovjetisk stridsvagn 18 gånger utan att kunna slå ut denna. Totalt förlorade man 8 av de 18 BT-42 -vagnarna utan att ha gjort några anmärkningsvärt i striden. Det kan dock tilläggas att de finländska pansarstyrkorna då ännu bestod av gamla T-26:or, T-28:or samt BT-42:orna. Alla led stora förluster under dessa dagar, däribland 25 av 87 T-26-stridsvagnar och en tredjedel av artilleritraktorerna A-20. Tyska leveranser av T-34:or, PzKpfw IV:or, StuG III och StuH40 gjorde att man kunde fasa ut de äldre stridsvagnarna. Därför togs BT-42 ur tjänst kort efter striden vid Viborg och ersattes av tysktillverkade pansarvärnskanonvagnar.
1. ↑  Granaten kallades för "114 hkr 42/C-18/24-38 is 32-18/24" och var av HEAT-typ med den tyska 10,5 cm Hl/C -stridsspetsen. Den tyska HEAT-granaten av 10,5 cm kaliber kunde slå ut 100 mm pansar i en vinkel av 60 grader och den finländska granaten av grövre kaliber troddes kunna penetrera 110–115 mm, men så var inte fallet.

### BT-43
I mars 1943 föreslog den finländska pansardivisionen att man skulle bygga om 20 BT-7:or till pansarbandvagnar. Den 18 maj 1943 gav det finländska högkvarteret lov att bygga om 14 vagnar. Man byggde en prototyp genom att ta bort tornet på en BT-7:a och bygga en plattform av trä ovanpå. Extra luckor installerades även, för att infanteristerna lättare skulle kunna stiga i och ur fordonet. Prototypen för BT-43 testkördes i november 1943 men serieproduktionen återupptogs aldrig. Det enda fordonet skrotades i maj 1945.